# Michael Th. Greven
Michael Thomas Greven, meist abgekürzt Michael Th. Greven (* 7. März 1947 in Hamburg; † 7. Juli 2012 ebenda), war ein deutscher Politikwissenschaftler. Von 1995 bis 2012 lehrte er als Professor für Politische Wissenschaft (Schwerpunkte Regierungslehre, Politische Theorie und Ideengeschichte) an der Universität Hamburg.

## Leben
Greven legte in Bonn-Oberkassel am Ernst-Kalkuhl-Gymnasium 1968 das Abitur ab und begann im selben Jahr das Studium der Politikwissenschaft, Philosophie, Germanistik und Psychologie an der Universität Bonn. 1972 erlangte seinen Magister-Abschluss und 1973 seine politikwissenschaftliche Promotion bei Karl Dietrich Bracher. 1973 erhielt er ein zweijähriges Research Fellowship am St Antony’s College der University of Oxford, das er aus persönlichen Gründen nicht antrat.
Danach arbeitete er als wissenschaftlicher Assistent im Fach Soziologie an der Universität-Gesamthochschule Paderborn, um sich dort 1976 in „Politischer Soziologie und Politikwissenschaft“ zu habilitieren.
Er nahm Professuren in Marburg (1978–91, Soziologie), Darmstadt (1991–95, Politische Theorie und Politische Soziologie) und Hamburg (seit 1995, von 1995 bis 2004 mit Schwerpunkt Regierungslehre, seitdem mit Schwerpunkt Politische Theorie und Ideengeschichte) wahr. In Hamburg war er von 2002 bis zu dessen Auflösung der letzte Dekan des Fachbereichs für Sozialwissenschaften; er war von 1991 bis 1994 stellvertretender und von 1994 bis 1997 Vorsitzender der DVPW. Zwischen 2001 und 2011 war er Mitglied der Ethikkommission der DVPW, 2006 wurde er für fünf Jahre zum Vorsitzenden gewählt.
Gastprofessuren besetzte er u. a. in Ile-Ife (Nigeria 1977–78), in Neu-Delhi (1983), Leipzig (1990–91 dort Vorsitzender der Evaluierungskommission für die wiss. Angehörigen der ehemaligen Sektion Wissenschaftlicher Kommunismus, Mitglied des Gründungsdirektoriums des neu aufgebauten Instituts für Politikwissenschaft) und am Centre for International Studies der University of Toronto 1997–98.
2001 erhielt er den Luigi-Sturzo-Sonderpreis des Premio Amalfi für das beste politikwissenschaftliche Buch („Die politische Gesellschaft“). 2010 erhielt er die Ehrennadel der Deutschen Vereinigung für Politische Wissenschaft. Zu seinen wichtigsten Publikationen gehört Die politische Gesellschaft. Kontingenz und Dezision als Probleme des Regierens und der Demokratie.
Greven wurde am 6. Juli 2012 im Alter von 65 Jahren von der Universität Hamburg im Rahmen einer Feier in den Ruhestand verabschiedet. In der Nacht darauf verstarb er.

## Bildungspolitik
Greven war seit seiner Assistentenzeit hochschulpolitisch engagiert, als er unter anderem von 1974 bis 1976 Sprecher der Landesassistentenkonferenz Nordrhein-Westfalen war. Von 1976 bis 1977 war Mitglied der Landesstudienreformkommission IVb (NRW) „Sozialwissenschaften“, von 1982 bis 1986 Mitglied der Studienreformkommission „Politikwissenschaft/Soziologie“ der Kultusministerkonferenz und von 1989 bis 1997 Mitglied und zeitweise Vorsitzender des Ständigen Ausschusses für Lehre und Studium der DVPW. Er war Dekan an den Universitäten Marburg, Darmstadt und Hamburg. In seiner Rolle als Dekan für Sozialwissenschaften der Universität Hamburg war er maßgeblich daran beteiligt unter Einschluss der ehemaligen Hochschule für Wirtschaft und Politik in Hamburg eine Wirtschafts- und Sozialwissenschaftliche Fakultät zu gründen. Im Januar 2005 trat er zur Wahl als Präsident der Humboldt-Universität zu Berlin an, verlor aber gegen den alten Amtsinhaber Jürgen Mlynek. Zu seinen programmatischen Zielen sagte er, er „kenne kein gerechteres Verteilungskriterium als Leistung“ und sähe auch keinen Grund diese nicht verstärkt zu fördern.

## Engagement
Greven war seit der Gründung bis in die 1990er Jahre hinein im Vorstand des Komitees für Grundrechte und Demokratie. Es war seit Anfang der siebziger Jahre Mitglied der Humanistischen Union und gehörte seit 2012 ihrem Beirat an. Er war von 1994 bis 2007 Mitglied des Kuratoriums der Schader-Stiftung zur Förderung der Gesellschaftswissenschaften und war von 1999 bis 2003 auch dessen Vorsitzender. Seit 2002 war er ebenfalls Mitglied des Beirats der Aby-Warburg-Stiftung.
Im Jahr 2004 organisierte Greven den Protest gegen die Verleihung der Ehrendoktorwürde an Wladimir Putin. Infolge der Proteste wurde Putin die Ehrendoktorwürde nicht verliehen. Er leitete das wissenschaftliche Begleitprogramm der Universität Hamburg zur Ausstellung Vernichtungskrieg. Verbrechen der Wehrmacht 1941 bis 1944.
Im VS-Verlag gab Greven die Reihe „Studien zur politischen Gesellschaft“ und im LIT Verlag die Reihe „Politische Theorie“ heraus, seit 1984 war er Redaktionsmitglied der von der Humanistischen Union herausgegebenen Zeitschrift vorgänge. Zeitschrift für Bürgerrechte und Gesellschaftspolitik, Mitherausgeber der Neuen politischen Literatur und seit 2003 Mitglied im Editorial Board des European Journal of Political Theory. Ferner war Greven Mitglied der Deutschen Gesellschaft zur Erforschung des Politischen Denkens (DGEPD).

## Schriften (Auswahl)
- Systemtheorie und Gesellschaftsanalyse. Kritik der Werte und Erkenntnismöglichkeiten in Gesellschaftsmodellen der kybernetischen Systemtheorie. Luchterhand, Darmstadt/Neuwied 1974, ISBN 3-472-61154-5.
- zusammen mit Bernd Guggenberger, Johano Strasser: Krise des Staates? Zur Funktionsbestimmung des Staates im Spätkapitalismus. Demokratie und Rechtsstaat, kritische Abhandlungen zur Rechtsstaatlichkeit in der Bundesrepublik. Darmstadt 1975, ISBN 3-472-61199-5.
- zusammen mit Rainer Prätorius, Theo Schiller: Sozialstaat und Sozialpolitik. Krise und Perspektiven. Neuwied 1980, ISBN 3-472-08015-9.
- Parteien und politische Herrschaft. Zur Interdependenz von innerparteilicher Ordnung und Demokratie in der BRD. Hain, Meisenheim am Glan 1977, ISBN 3-445-11444-7.
- Parteimitglieder. Ein empirischer Essay über das politische Alltagsbewusstsein in Parteien. Leske u. Budrich, Opladen 1987, ISBN 3-8100-0670-X.
- Kritische Theorie und historische Politik. Theoriegeschichtliche Beiträge zur gegenwärtigen Gesellschaft. Leske und Budrich, Opladen 1994, ISBN 3-8100-1147-9.
- Kontingenz und Dezision. Beiträge zur Analyse der politischen Gesellschaft. Leske und Budrich, Opladen 2000, ISBN 3-8100-2620-4.
- Politisches Denken in Deutschland nach 1945. Erfahrung und Umgang mit der Kontingenz in der unmittelbaren Nachkriegszeit. Budrich, Opladen / Farmington Hills 2007, ISBN 978-3-86649-079-6.
- Die politische Gesellschaft. Kontingenz und Dezision als Probleme des Regierens und der Demokratie. 2. aktualisierte Ausgabe. VS, Verl. für Sozialwiss, Wiesbaden 2009, ISBN 978-3-531-16061-0 (1. Auflage 1999 bei Leske und Budrich).
- Systemopposition. Kontingenz, Ideologie und Utopie im politischen Denken der 1960er Jahre. Budrich, Opladen / Berlin / Farmington Hills 2011, ISBN 978-3-86649-418-3.
- (Hrsg.): Politikwissenschaft als kritische Theorie. Festschrift für Kurt Lenk, Nomos, Baden-Baden 1994, ISBN 978-3-7890-3317-9.